# 一證通關
一證通關是海關的作業方式之一，常見於民主經濟開放國家。
國家或政府海關通常對於貨品進出口都會有申請核發輸出證及輸入許可證等手續，無此手續即不能通關。經濟開放國家所屬貿易機構，著眼於簡化貨品輸出入手續，通常或將以信用狀方式付款者的貨品，免除簽發許可證。之後，海關只要抽查輸出貨品信用狀記載，即可允諾輸出入，此種以信用狀作為通關依據的作業方式即為一證通關。